# Paredón 3ra. Sección
Paredón 3ra. Sección är en ort i Mexiko.   Den ligger i kommunen Huimanguillo och delstaten Tabasco, i den sydöstra delen av landet, 600 km öster om huvudstaden Mexico City. Paredón 3ra. Sección ligger 41 meter över havet och antalet invånare är 805.
Terrängen runt Paredón 3ra. Sección är mycket platt. Runt Paredón 3ra. Sección är det ganska glesbefolkat, med 29 invånare per kvadratkilometer. Närmaste större samhälle är Huimanguillo, 15,7 km norr om Paredón 3ra. Sección. Trakten runt Paredón 3ra. Sección består till största delen av jordbruksmark.